# 隆興

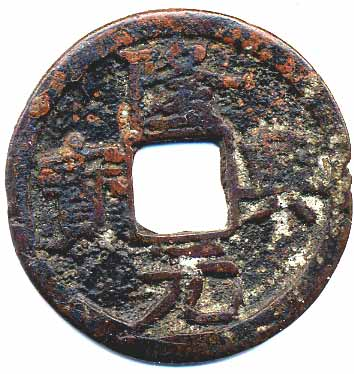
隆興元寶

隆興（1163年—1164年）是南宋皇帝宋孝宗的第一个年号，共计2年。
最初擬定的年號為「重熙」，因為與遼興宗的重熙年號重名，於是更改為「隆興」。

## 年號含義
「隆」字即務隆、發揚光大，「興」字即宋高宗紹興年號。意為發揚高宗紹興之政。

## 改元
- 紹興三十二年——六月十四日，宋高宗退位，宋孝宗即位。十一月十六日，有詔明年改元隆興。[4][5]
- 隆興三年——正月一日，有詔改元乾道。[6][7]

## 紀年對照表
| 隆興 | 元年   | 二年   |
| ---- | ------ | ------ |
| 公元 | 1163年 | 1164年 |
| 干支 | 癸未   | 甲申   |

## 大事记
- 隆興元年（1163年）：施炳自光州固始縣施大庄（今郭陸灘鎮青峰村）南渡入閩，為潯海施氏始祖。

## 同期存在的其他政权年號
- 中國
  - 紹興（1151年－1163年）：西辽—遼仁宗耶律夷列之年號
  - 崇福（1164年－1177年）：西遼—承天后耶律普速完之年號
  - 大定（1161年－1189年）：金朝—金世宗完顏雍之年號
  - 天盛（1149年－1169年）：西夏—夏仁宗李仁孝之年號
  - 盛明（1162年－1163年）：大理—段正興之年號
  - 建德（1164年－1171年）：大理—段正興之年號
- 越南
  - 政隆寶應（1163年－1174年）：李朝—李天祚之年號
- 日本
  - 應保（1161年－1163年）：二條天皇之年號
  - 長寬（1163年－1165年）：二條天皇之年號

## 深入閱讀
- 李崇智. . 北京: 中華書局. 2004年12月. ISBN 7101025129.
- 鄧洪波. . 臺北: 國立臺灣大學東亞經典與文化研究計劃. 2005年3月  [2021-11-21]. ISBN 9789860005189. （原始内容 (pdf)存档于2007-08-25）.

| 前一年號： 紹興 | 南宋年号 | 下一年號： 乾道 |